# El Toco
El Toco, denominada también Santa Fé del Toco (en honor a su salitrera) fue una de las comunas que integró el antiguo departamento de Tocopilla, en la provincia de Antofagasta, su capital era la Oficina de Santa Fé del Toco.
En 1930, de acuerdo al censo de ese año, la comuna tenía una población de 8427 habitantes. Su territorio fue organizado por decreto del 15 de enero de 1894, a partir del territorio de la subdelegación 3.° El Toco. Tras ser suprimida en 1895, vuelve a ser creada en 1927 y mantiene vigencia hasta 1979.

## Historia
La comuna fue creada por decreto del 15 de enero de 1894, con el territorio de la subdelegación 3.° El Toco. Sin embargo, la municipalidad es suprimida por Ley 317 del 26 de diciembre de 1895, anexando su territorio a la comuna de Tocopilla.
El Toco fue restaurado como comuna por Decreto con Fuerza de Ley 8583 del 30 de diciembre de 1927, con el territorio de la subdelegación 3.° Toco.
El Decreto Ley 2868 del 26 de octubre de 1979, como parte del proceso de regionalización impulsado por la dictadura militar chilena, suprimió la comuna y creó, en su lugar, María Elena.